# Campeonato Mundial de Lucha de 1975
El XXXI Campeonato Mundial de Lucha se celebró en Minsk (URSS) entre el 11 y el 18 de septiembre de 1975 bajo la organización de la Federación Internacional de Luchas Asociadas (FILA) y la Federación Soviética de Lucha.

## Resultados

### Lucha grecorromana
| Evento  | Oro                      | Plata                      | Bronce                         |
| ------- | ------------------------ | -------------------------- | ------------------------------ |
| 48 kg   | Vladimir Zubkov URSS     | Gheorghe Berceanu Rumania  | Stefan Anguelov Bulgaria       |
| 52 kg   | Vitali Konstantinov URSS | Bilal Tabur Turquía        | Baek Seung-Hyun Corea del Sur  |
| 57 kg   | Farjat Mustafin URSS     | Józef Lipień · Polonia     | Pertti Ukkola · Finlandia      |
| 62 kg   | Nelson Davidian URSS     | Kazimierz Lipień · Polonia | László Réczi · Hungría         |
| 68 kg   | Shamil Jisamutdinov URSS | Andrzej Supron · Polonia   | Biniu Chifudov Bulgaria        |
| 74 kg   | Anatoli Bykov URSS       | Yanko Shopov Bulgaria      | Mihály Toma · Hungría          |
| 82 kg   | Anatoli Nazarenko URSS   | Ion Enache Rumania         | Adam Ostrowski · Polonia       |
| 90 kg   | Valeri Rezantsev URSS    | Stoyan Ivanov Bulgaria     | Fred Theobald RFA              |
| 100 kg  | Kamen Goranov Bulgaria   | Fredi Albrecht RDA         | Andrzej Skrzydlewski · Polonia |
| +100 kg | Alexandar Tomov Bulgaria | Alexandr Kolchinski URSS   | Roman Codreanu Rumania         |

### Lucha libre
| Evento  | Oro                            | Plata                             | Bronce                      |
| ------- | ------------------------------ | --------------------------------- | --------------------------- |
| 48 kg   | Jasan Isaev Bulgaria           | Anatoli Jaritoniuk URSS           | Kim Hwa-Kyung Corea del Sur |
| 52 kg   | Yuji Takada Japón              | Telman Pashayev URSS              | Dimitar Filipov Bulgaria    |
| 57 kg   | Masao Arai Japón               | Vladimir Yumin URSS               | Mijo Dukov Bulgaria         |
| 62 kg   | Zeveguiin Oidov Mongolia       | Théodule Toulotte Francia         | Yang Jung-Mo Corea del Sur  |
| 68 kg   | Pavel Piniguin URSS            | Tsedendambyn Natsagdorzh Mongolia | Ismail Yuseinov Bulgaria    |
| 74 kg   | Ruslan Ashuraliyev URSS        | Mansur Barzegar Irán              | Jiichiro Date Japón         |
| 82 kg   | Adolf Seger RFA                | Ismail Abilov Bulgaria            | Vasile Iorga Rumania        |
| 90 kg   | Levan Tediashvili URSS         | Horst Stottmeister RDA            | Shukri Ajmedov Bulgaria     |
| 100 kg  | Jorlooguiin Bayanmönj Mongolia | Harald Büttner RDA                | Vladimir Guliutkin URSS     |
| +100 kg | Soslan Andiyev URSS            | Roland Gehrke RDA                 | Heinz Eichelbaum RFA        |

## Medallero
| Núm. | País          | Oro | Plata | Bronce | Total |
| ---- | ------------- | --- | ----- | ------ | ----- |
| 1    | URSS          | 12  | 4     | 1      | 17    |
| 2    | Bulgaria      | 3   | 3     | 6      | 12    |
| 3    | Mongolia      | 2   | 1     | 0      | 3     |
| 4    | Japón         | 2   | 0     | 1      | 3     |
| 5    | RFA           | 1   | 0     | 2      | 3     |
| 6    | RDA           | 0   | 4     | 0      | 4     |
| 7    | Polonia       | 0   | 3     | 2      | 5     |
| 8    | Rumania       | 0   | 2     | 2      | 4     |
| 9    | Francia       | 0   | 1     | 0      | 1     |
| 9    | Irán          | 0   | 1     | 0      | 1     |
| 9    | Turquía       | 0   | 1     | 0      | 1     |
| 12   | Corea del Sur | 0   | 0     | 3      | 3     |
| 13   | Hungría       | 0   | 0     | 2      | 2     |
| 14   | Finlandia     | 0   | 0     | 1      | 1     |
|      | TOTAL         | 20  | 20    | 20     | 60    |